# Елака
Елака е природна забележителност в землището на с. Врачеш, община Ботевград. Заема площ от 87,5 хектара. Обявена е на 25 април 1984 г.
Природната забележителност е обявена с цел опазване на скални образувания и вековни гори, като се забранява: извеждането на сечи, освен санитарни и отгледни, пашата на домашен добитък, извършването на минно-геоложки и други дейности, с които се нарушава естествения облик на района, събирането на билки и бране на цветя и ловуването.
Управлението ѝ попада на територията на Регионални инспекции по околната среда и водите – София.